# Fontaine-Chaalis
Fontaine-Chaalis – miejscowość i gmina we Francji, w regionie Hauts-de-France, w departamencie Oise.
Według danych na rok 1990 gminę zamieszkiwało 366 osób, a gęstość zaludnienia wynosiła 11 osób/km² (wśród 2293 gmin Pikardii Fontaine-Chaalis plasuje się na 636. miejscu pod względem liczby ludności, natomiast pod względem powierzchni na miejscu 17.).
W miejscowości znajdują się ruiny gotyckiego opactwa w Chaalis.